# Cartografía ciudadana
La auto cartografía ciudadana se refiere a procesos sociales protagonizados por la ciudadanía auto-organizada de manera libre y voluntaria con el fin de producir contenidos/saberes así como dispositivos expresivos para mapear cualquier tipo de territorio (físico o digital, topográfico o social y semántico) y las relaciones entre los agentes que los practican. Esta producción se realiza mediante prácticas sociales que movilizan saberes, ciencias y tecnologías varias. Las motivaciones detrás de una cartografía ciudadana no se basan ni en el ánimo de lucro, ni en la conquista militar si no en la creación de nuevos conocimientos permitiendo a sus productores/as situarse, empoderarse y fomentar al mismo tiempo innovación social, organizacional o tecnológica. 
La auto cartográfica ciudadana puede definirse como una práctica que tanto en sus resultados como en su mismo proceso produce subjetividad; y a la vez puede tender hacia resultados definidos como objetivos por las ciencias ortodoxas. No obstante la Cartografía Ciudadana no es neutral ya que parte de los deseos, necesidades y subjetividades de sus productores/as, y se dota de medios expresivos para comunicar a otras subjetividades su producción de datos, informaciones y saberes.

## Orígenes
La cartográfica ciudadana cuenta con un honorable y extenso pasado apuntando hacia varias metodologías y herramientas para diseñar contenidos y dispositivos expresivos de naturaleza táctica, crítica o disidente. 
La práctica y producción de cartografías ciudadanas esta estrechamente relacionada con movimientos culturales y políticos críticos con el poder y deseosos de experimentar con instrumentos de empoderamiento, autonomía, auto-organización y libertad. Determinar una cronología del arte de cartografiar implica hacer un rodeo por varios/as antepasado/as como la Internacional Situacionista, el dadaísmo, el surrealismo, el denominado "arte bruto", los filósofos afines al posestructuralismo entre mucho/as otro/as. Este tipo de prácticas conducen a la producción de una subjetividad que cada vez más desborda la práctica artística.
La ciudad moderna, de la cual fue modelo París en el siglo XIX, produce comportamientos peculiares en alguna/os de sus habitantes (flâneurs/flâneuses) quienes disfrutan como espectadora/es anónima/os del trepidante despliegue de la nueva vida urbana. El espacio urbano como territorio idóneo para la conquista de las libertades individuales y para tejer otras maneras de estar y hacer junta/os. Prácticas espontáneas al alcance de cualquier ciudadano/a, "tácticas de la vida cotidiana" (De Certeau ref.), como la esencia vital que produce y disfruta la misma ciudad, construyendo su imaginario colectivo y en definitiva el pliegue de su subjetividad. Estas experiencias constituyen el zócalo genealógico de la Cartografía Ciudadana. 
En el verano de 1854 el Doctor John Snow durante un brote de cólera en Londres geolocaliza datos referentes al domicilio de los enfermos. Estos datos espaciales, aparentemente irrelevantes, una vez estructurados bajo la forma de un mapa permitieron localizar el pozo de Golden Square como el foco de contaminación, demostrando que la enfermedad se transmitía por medio del agua infectada. Este mapa es a menudo considerado como el primer ejemplo de cartografía táctica [ref]. En general las topografías médicas, de carácter claramente biopolítico, y florecientes en la primera mitad del siglo XIX, pueden presentarse como uno de los antecedentes de la componente científica de la Cartografía Ciudadana. Por tanto la dialógica entre subjetividad y objetividad es fundamental en la Cartografía Ciudadana. 
Un siglo más tarde, Chombart de Lauwe realiza en 1952 un estudio sobre "París y la aglomeración parisina" en el cual remarca "que un barrio urbano no está determinado sólo por factores geográficos y económicos si no también por la representaciones que tienen de él sus habitantes y los habitantes de los otros barrios"[ref]. De este estudio se deduce que los habitantes viven en "un París cuya extensión geográfica es muy reducida". Para demostrarlo elabora un mapa en el cual están representados los desplazamientos de una estudiante durante el transcurso de un año. [poner imagen/ Podemos ver que los puntos geográficos más alejados de la casa de la estudiante son los de su profesor de piano y de su familia.] De Lauwe introduce así en las ciencias humanas la cartografía como método demostrativo y comunicacional. 
La Internacional Situacionista se basa en este mapa para demostrar cómo la sociedad capitalista y del espectáculo ofrece unas infraestructuras urbanas que limitan los/las ciudadano/as en sus posibilidades de gozar de la ciudad. Por eso reivindican el juego y la creación lúdica de situaciones en el medio urbano. Sus experiencias se basan en la "psicogeografía" es decir "el estudio de las leyes y los efectos precisos de un medio geográfico, urbanizado o no, que actúa directamente en el comportamiento afectivo" [ref]. Para desvelar estos efectos precisos y constituirlos como leyes, ciertos grupos situacionistas practican la "dérive" o deriva. Esta práctica se presenta como "una técnica de pasaje rápido a través de ambientes variados. El concepto de dérive esta indisolublemente relacionado con el reconocimiento de los efectos de naturaleza psicogeográficos, y en la afirmación de un comportamiento lúdico-constructivo, lo que le opone en todos los puntos con las nociones clásicas de viaje y paseo”. El objetivo de los situacionistas es la exploración de "un terreno de experiencias para el espacio social de las ciudades futuras" [ref]. 
Más recientemente podemos referirnos a la llamada de Fredric Jameson para analizar el “posmodernismo como la lógica cultural del capitalismo avanzado” interrogando acerca de la posibilidad de elaborar "una nueva manera de representarse (el espacio mundial del capital multinacional), en el cual podamos intentar esbozar nuestro posicionamiento como sujeto individual y colectivo y recuperar la capacidad de actuar y luchar en un presente neutralizado por nuestra confusión espacial y social" [El posmodernismo o la lógica cultural del capitalismo avanzado, Barcelona, Paidós, 1991].

## Características
La práctica cartográfica y la ciudadanía se encuentran cuando una investigación que engloba lo sensorial en nuestros modos de percibir nuestras realidades se cruza con un pensamiento crítico y selectivo. Identificar, contrastar y desocultar las dinámicas opresivas que se combaten pero también las que ejercen violencias de aparente "baja intensidad", más insidiosas cuanto más imperceptibles. Junto a esto, más decisivas aún, están las dinámicas que estimulan la creatividad, la autonomía y la puesta en común. Lo más potente de la práctica cartográfica reside en su misma acción, crear un panorama activo, emprender des-orientaciones variadas, alimentar laberintos dinámicos y oponerse a su codificación burocrática por parte de las instancias de poder. 
Las motivaciones tradicionales asociadas a la práctica cartográfica residen fundamentalmente en el afán de explorar y conquistar mejor. Cartografías entendidas como herramientas de poder para organizar estrategias militares, comerciales, y ahora especialmente las relacionadas con el turismo, sobre territorios nuevos, vírgenes o anhelados por sus recursos o habitantes. La práctica cartográfica ayuda a localizar, identificar, cuantificar, medir y relacionar datos, los que proceden de observaciones directas, de publicaciones, de archivos, que informan sobre las localizaciones, las redes, los territorios y los agentes que los producen, practican o habitan, siempre desde perspectivas, representaciones y subjetividades concretas. La cartografía ciudadana retoma parte de estos prerrequisitos pero lo hace enriqueciéndolo como se describe a continuación. 
La Cartografía ciudadana moviliza tecnologías sociales, tecnologías del yo o de la subjetividad, tecnologías de la vida cotidiana, tecnologías digitales y telemáticas, tecnologías high tech, tecnologías low tech, tecnologías inversas, así como practica el reciclaje, el sampling, el collage, el bricolaje, el composicionismo a fin de alimentar, producir y fomentar memorias colectivas. Estas pueden ser definidas como el conjunto de producciones tangibles e intangibles resultantes de la producción y puesta en circulación de las diversas informaciones y conocimientos relacionados con la transformación social. 
Las cartografías ciudadanas no son neutrales; sean psicogeográficas, geopolíticas o bases de datos de información geográfica, todas ellas parten de las subjetividades que las producen para ir más allá de la representación reduccionista de las realidades envolventes, y transformarse también en brújulas que apuntan hacia realidades emergentes o instituidas, señalando líneas de fuga y procesos en devenir. 
En un proceso de desarrollo de Cartografías Ciudadanas tanto la selección de las temáticas a tratar, como los procedimientos y metodologías de investigación desencadenan acciones, que en sí mismas, persiguen propiciar la transformación social y la mejora de la sociedad en su conjunto. El fomento de la participación, la horizontalidad, la colaboración y compartimento del conocimiento generado, así como la potencialidad transformadora de la herramienta usada, son relevantes en un proceso de cartografía ciudadana y pueden facilitar a su vez el desarrollo de nuevos conocimientos, metodologías, herramientas. La aparición de tecnologías cibernéticas y telemáticas de una gran potencia permite lograr, mucho más fácilmente y económicamente, desarrollos inéditos de la expresión textual-discursiva y de lo que se puede denominar como la semiótica de la imagen. Se producen así fértiles síntesis de campos separados hasta hace poco, a la vez que se abren posibilidades creativas inéditas. 

Sintetizamos seguidamente las características de la cartografía ciudadana:
Es voluntaria, libre y sin ánimo de lucro. E irreductiblemente política
La Cartografía Ciudadana se define en primer lugar como una práctica social cuya motivación no se origina en el ánimo de lucro o la conquista militar imperialista. Es practicada de manera voluntaria por lo/as ciudadano/as partiendo de sus propios deseos y necesidades. La Cartografía Ciudadana tiene carácter político pues la población humana no es un aparte separable del territorio. De ahí el calificativo de ciudadana, es decir desde y para toda/os la/os habitantes de la ciudad, entendiendo ésta como colectivo humano auto-gobernado: polis. Por ello se invita a todos y todas a la práctica de la cartografía tal y como aquí se propone. 

Sus practicantes son de facto experto/as ya que no existen profano/as en materia de experiencia y práctica de los territorios:
La Cartografía Ciudadana asume el hecho de que todas/os tenemos un conocimiento experiencial sobre los territorios (físicos, imaginarios, digitales) y que por lo tanto somos todos/as expertos/as legítimas a la hora de emprender la investigación y cartografía de estos territorios. Se trata de un conjunto de saberes menores, en permanente construcción, auto-reflexivo y crítico con sus propias implicaciones. Admitiendo y favoreciendo la multiplicidad de agentes-cartógrafos, de metodologías y herramientas cartográficas. Su objeto de estudio-acción es cualquier tipo de territorio. Se entiende “territorio” como un compuesto singular de medio y población. Esta definición es similar a la que sobre el mismo término proponen la geografía humana y la etología animal.

Puede ser subjetiva u objetiva pero nunca es neutral:
Su actividad no es neutral pues sus practicantes están por definición situado/as desde el principio, hablan y hacen desde un concreto lugar y desde un concreto campo de fuerzas. Práctica fundamentalmente táctica y estratégica dado que incorpora como objeto de su estudio y acción las tramas de relaciones y vínculos, además de las características de los poderes que influyen sobre el territorio.

Es transdisciplinar ya que usa y produce conocimientos, herramientas, metodologías y dispositivos expresivos varios:
Los instrumentos que median entre el cartógrafo/a y el medio cartografiado no son meramente representativos, no se limitan a reflejar-interpretar una supuesta realidad exterior al cartógrafo/a. La cartografía ciudadana es expresión, lo que implica la producción de medios territoriales y a la vez producción de sentido para los agentes involucrados. Teniendo las tecnologías informáticas y telemáticas un carácter transversal a todas las demás pero a su vez, generando grados variados de exclusión (acceso, usufructo, entendimiento) para amplias franjas de la población, se hace necesario el concurso de tecnologías de tipo intermedio para hacer universalmente accesible y utilizable estos instrumentos. Una enumeración breve e incompleta de las disciplinas así involucradas se incluye a continuación: urbanismo, ilustración gráfica, pedagogía, cartografía, sociología, medicina, arquitectura, ingeniería, antropología, geografía, publicidad, ergonomía, programación, topología, etología, ecología.

Fomenta lo Común ya que se produce desde todo/as para todos/as:
Los contenidos, así como dispositivos expresivos usados para comunicarlos se acogen al régimen jurídico más adecuado para preservar dicho carácter de propiedad común. La cartografía ciudadana hace uso de una gran variedad de contenidos y tecnologías y propugna su libre invención, producción, reproducción, transformación, difusión y uso. Para ello privilegia las herramientas libres, los datos libres, las licencias libres y cualquier dispositivo que fomente y propicie desconcentrar, distribuir, facilitar y compartir la información, así como su libre circulación. 

Se basa en dinámicas que combinan el “Do It Yourself” y el “Do It Together”:
Como práctica social que es la cartografía ciudadana se propaga mediante la experimentación y el contagio de los deseos; más que por instrucción teórica o procedimental el aprendizaje es mediante el ejemplo. La cartografía ciudadana basa ampliamente su desarrollo sobre mecanismos de ensayo-error, así como experimentando a través de la activación de redes de conversación y reflexión que facilitan la emergencia de dispositivos de aprendizaje. Estos combinan dinámicas "Do It Yourself" (aprende por ti misma/o, autonomía en la gestión de sus aprendizajes) con dinámicas "Do It Together" (aprender juntas/os, desarrollar dispositivos de aprendizaje e intercambio eficientes para la activación de inteligencias colectivas así como el estímulo para la emergencia de sistemas autónomos y autorganizados).

Es Experimental
Siendo cada caso territorial irreductiblemente singular, la práctica cartográfica resulta forzosamente experimental, sin que pueda haber una doctrina previa cuya aplicación garantice los resultados; estos dependerán de los capacidades, intereses y recursos de sus practicantes, así como de los propios del territorio cartografiado. Su finalidad es crear y expresar situaciones y campos problemáticos, poniendo a disposición de los agentes más directamente concernidos la información y conocimientos necesarios para que encuentren su propia respuesta, no tanto producto de una elección entre un conjunto dado de opciones, sino como una invención, la de su propio territorio. 

Es transparente y accesible por terceros:
Los métodos y resultados de la cartografía con propósitos de dominación militar, política y económica suelen guardarse en secreto. La Cartografía Ciudadana es transparente en todos sus aspectos, desde su codificación y tecnologías empleadas a los proyectos en proceso y sus resultados. Su fuerza estriba en el trabajo colaborativo de la multiplicidad de integrantes del territorio. Por ello la cartografía ciudadana trata en la medida de lo posible documentar su proceso de realización y ponerlo a disposición para que el resto de la ciudadanía tenga varios puntos de partida desde donde experimentar sus propias prácticas cartográficas. La transparencia es entendida aquí esencialmente como la capacidad de mostrar y promover la comprensión del proceso de producción de los contenidos y los dispositivos de expresión de estos.
- Datos: Q5753923